# Vitomil Zupan

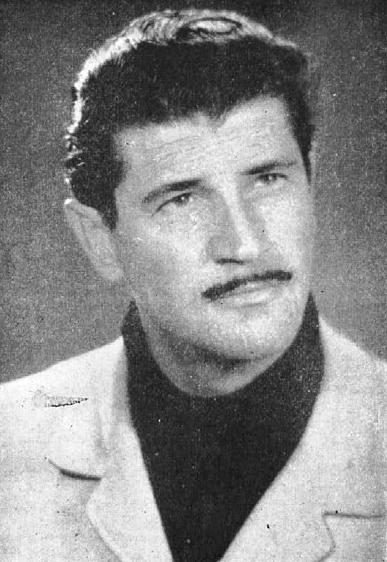
Vitomil Zupan (unbekannter Fotograf, ohne Datum)

Vitomil Zupan (geboren 18. Januar 1914 in Ljubljana (damals Laibach), Österreich-Ungarn; gestorben 14. Mai 1987 in Ljubljana, Sozialistische Föderative Republik Jugoslawien) war ein slowenischer Schriftsteller.

## Leben
Vitomil Zupans Vater fiel als Soldat der Österreich-Ungarischen Armee im Ersten Weltkrieg, seine Mutter arbeitete als Lehrerin. Als Schüler erschoss Zupan beim Russisch Roulette einen Mitschüler seines Gymnasiums in Ljubljana und wurde von der Schule verwiesen. Er trieb sich die nächsten Jahre mit Gelegenheitsarbeiten im Ausland zwischen der Türkei und Portugal herum und versuchte dann, auf dem Technikum in Ljubljana zu einem Ausbildungsabschluss als Ingenieur zu kommen, was ihm nicht gelang. In den späten 1930er Jahren schrieb er seinen ersten Roman Potovanje na konec pomladi, das Buch mit dem absichtsvoll an Celines Reise ans Ende der Nacht erinnernden Titel konnte erst über dreißig Jahre später erscheinen. Nach der deutschen Eroberung Jugoslawiens 1941 gehörte Zupan zur vom Sokol organisierten Widerstand gegen die italienische Okkupation, er wurde gefasst und 1942 im italienischen KZ Gonars inhaftiert. Bei der Kapitulation Italiens 1943 kam er frei und schloss sich den slowenischen Partisanen an, bei denen er Kulturarbeit leisten sollte.
Nach Kriegsende wurde Zupan 1947 im kommunistischen Jugoslawien Kulturredakteur beim Slowenischen Rundfunk. Er heiratete Nikolaja Dolenc, sie haben zwei Kinder. Für seinen Roman Rojstvo v nevihti erhielt er 1947 den Prešeren-Preis. 1948 wurde er des Hochverrats angeklagt und in einem Schauprozess zu 18 Jahren Gefängnis verurteilt. In der Haft schrieb er 25 Hefte mit annähernd 2000 Gedichten. Er wurde 1954 begnadigt. Die nächsten Jahre bis 1960 schrieb er unter Pseudonym.
Zupan schrieb Prosa, Lyrik, Essays, Theaterstücke und Drehbücher. Er erhielt 1983 den Levstik-Preis für Potovanje v tisočera mesta, 1973 sowie 1983 den Župančič-Preis und 1984 einen zweiten Prešeren-Preis für seine Lebensleistung.

## Werke (Auswahl)
- Potovanje na konec pomladi. 1972
  - Reise ans Ende des Frühlings. Blitz in vier Farben. Roman. Übersetzung Aleksander Studen-Kirchner. Nachwort Alenka Koron. Klagenfurt : Drava, Mohorjeva/Hermagoras, Wieser 2013 (Slowenische Bibliothek), ISBN 978-3-99029-062-0
- Rojstvo v nevihti. Roman. 1943
- Bele rakete lete na Amsterdam. Drama. 1973
  - Weisse Raketen fliegen nach Amsterdam. Übersetzung Vera Bokal. Wien ; München : TSV, 1981
- Klement. 1974
- Menuet za kitaro. Na petindvajset strelov. 1975
  - Menuett für Gitarre (zu 25 Schuss). Übersetzung Erwin Köstler, Guggolz Verlag, Berlin 2021, ISBN 978-3-945370-30-8
- Igra s hudičevim repom. 1978
- Komedija človeškega tkiva. 1980
- Levitan. 1982; Levitan : Ein Roman – oder auch keiner, aus dem Slowenischen und mit einem Nachwort von Erwin Köstler,  	Berlin : Guggolz Verlag, 2024, ISBN 978-3-945370-46-9
- Potovanje v tisočera mesta. 1983
- Apokalipsa vsakdanjosti. 1988

## Vertonung
- Vita Mavrič, Jani Kovačič: Vitomil Zupan - Šlagerji in pesmi iz zapora.[1]